# Ruder-Europameisterschaften 2018 – Doppelzweier (Frauen)

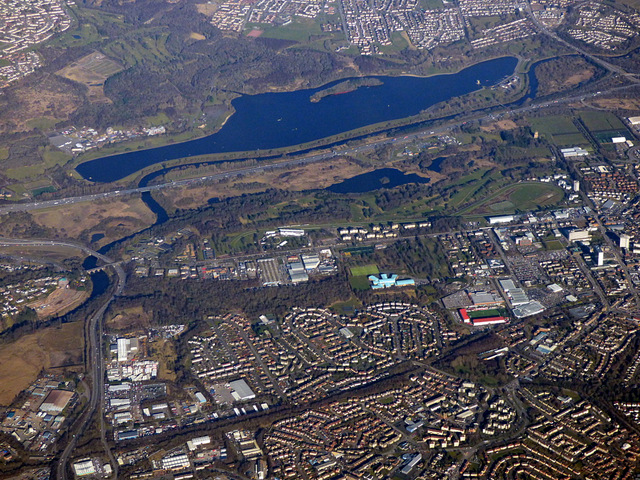
Luftbild der Regattastrecke Strathclyde Loch

Im Rahmen der Ruder-Europameisterschaften 2018 wurde zwischen dem 2. und 4. August 2018 der Wettbewerb im Doppelzweier der Frauen auf der Regattastrecke Strathclyde Loch ausgetragen. Es nahmen insgesamt acht Mannschaften teil und der Wettbewerb bestand aus zwei Vorläufen, einem Hoffnungsläufen sowie einem Finale.

## Mannschaften
| Nation       | Ruderinnen                                       |
| ------------ | ------------------------------------------------ |
| Niederlande  | Roos de Jong Lisa Scheenaard                     |
| Polen        | Krystyna Lemańczyk-Dobrzelak Martyna Mikołajczak |
| Schweiz      | Pascale Walker Valerie Rosset                    |
| Griechenland | Athina-Maria Angelopoulou Sofia Asoumanaki       |
| Litauen      | Milda Valčiukaitė Ieva Adomavičiūtė              |
| Frankreich   | Hélène Lefebvre Élodie Ravera-Scaramozzino       |
| Tschechien   | Kristýna Fleissnerová Lenka Antošová             |
| Italien      | Valentina Iseppi Alessandra Montesano            |

## Wettbewerb

### Vorläufe
Die beiden Vorläufe wurden am 2. August 2018 ausgetragen. Die Sieger der Vorläufe qualifizierten sich direkt für das Finale, alle anderen Mannschaften für den Hoffnungslauf.

#### Vorlauf 1
| Platz | Nation       | Zeit (min) | Qualifikation |
| ----- | ------------ | ---------- | ------------- |
| 1     | Niederlande  | 7:05,57    | Finale        |
| 2     | Polen        | 7:11,32    | Hoffnungslauf |
| 3     | Schweiz      | 7:11,49    | Hoffnungslauf |
| 4     | Griechenland | 7:18,75    | Hoffnungslauf |

#### Vorlauf 2
| Platz | Nation     | Zeit (min) | Qualifikation |
| ----- | ---------- | ---------- | ------------- |
| 1     | Litauen    | 7:04,54    | Finale        |
| 2     | Frankreich | 7:07,59    | Hoffnungslauf |
| 3     | Tschechien | 7:08,23    | Hoffnungslauf |
| 4     | Italien    | 7:09,64    | Hoffnungslauf |

### Hoffnungslauf
Im Hoffnungslauf, der am 3. August 2018 durchgeführt wurde, qualifizierten sich jeweils die vier bestplatzierten Mannschaften für das Finale.
| Platz | Nation       | Zeit (min) | Qualifikation |
| ----- | ------------ | ---------- | ------------- |
| 1     | Frankreich   | 6:57,20    | Finale        |
| 2     | Italien      | 6:57,67    | Finale        |
| 3     | Tschechien   | 6:59,15    | Finale        |
| 4     | Polen        | 7:00,20    | Finale        |
| 5     | Schweiz      | 7:01,40    | B-Finale      |
| 6     | Griechenland | 7:05,11    | B-Finale      |

### Finalläufe
Am 4. August 2018 wurde die Finalläufe durchgeführt.

#### A-Finale
| Platz | Nation      | Zeit (min) |
| ----- | ----------- | ---------- |
| 1     | Frankreich  | 6:55,99    |
| 2     | Niederlande | 6:56,29    |
| 3     | Litauen     | 6:56,54    |
| 4     | Italien     | 6:56,60    |
| 5     | Tschechien  | 7:03,29    |
| 6     | Polen       | 7:05,42    |

#### B-Finale
| Platz | Nation       | Zeit (min) |
| ----- | ------------ | ---------- |
| 1     | Schweiz      | 7:10,07    |
| 2     | Griechenland | 7:12,16    |